# Verwaltungsgemeinschaft Schloßvippach
Die Verwaltungsgemeinschaft Schloßvippach lag im thüringischen Landkreis Sömmerda.

## Gemeinden
- Eckstedt
- Markvippach
- Schloßvippach, Verwaltungssitz

## Geschichte
Die Verwaltungsgemeinschaft wurde am 1. Juli 1991 gegründet. Die Auflösung erfolgte am 31. Dezember 1996. Mit Wirkung zum 1. Januar 1997 wurde sie mit der ebenfalls aufgelösten Verwaltungsgemeinschaft Scherkondetal zur neuen Verwaltungsgemeinschaft An der Marke zusammengelegt.